# Senkou
«Senkou» (в переводе с яп. — «Вспышка») — пятнадцатый сингл японской поп-рок-группы Alice Nine. Был выпущен 25 августа 2010 года, примерно через год после выхода предыдущего сингла «Hana». Сингл вышел в трёх версиях: версия А содержит CD с 4 новыми песнями, версия В включает CD с 2 новыми песнями и 2 концертными записями песен «RAINBOWS» и «Blue Planet», ограниченное издание содержит CD с 2 песнями и DVD с клипом на песню «Senkou» и видео создания этого клипа.

## Список композиций

### Ограниченное издание
1. «Senkou» (в переводе с яп. — «Вспышка») — 4:18
2. «Le Grand Bleu» (с фр. — «Голубая бездна») — 4:00

#### DVD из Ограниченного издания
1. Senkou (閃光) Музыкальный клип
2. Видео создания клипа

### Тип А
1. «Senkou» — 4:18
2. «Le Grand Bleu» — 4:00
3. «Solar Eclipse» (с англ. — «Солнечное затмение») — 4:18
4. «Namida no aru basho» («(яп. 涙の在る場所 Место для слёз)») — 4:45

### Tип B
1. «Senkou» (閃光) — 4:18
2. «Le Grand Bleu» — 4:00
3. «RAINBOWS» — Выступление в Zepp Tokyo
4. «Blue Planet» (ブループラネット) — Выступление в Zepp Tokyo

## Объёмы продаж
Песня заняла 12-е место в еженедельном рейтинге Oricon, что ниже, чем предыдущий сингл «Hana», который занял 8-е место. С другой стороны, «Senkou» обогнал предыдущий сингл по объёмам продаж: за первую неделю было продано 14 315 копий; общий объём продаж составил 18 359 копий.